# Relations entre l'Algérie et le Soudan du Sud
Les relations entre l'Algérie et le Soudan du sud sont les relations entre deux États, la République algérienne démocratique et populaire et la République du Soudan du Sud. Qui sont tous deux des pays africains. Il n’y a actuellement aucune mission diplomatique officielle entre les deux pays.

## Présentation
Avant la sécession du Soudan du Sud du Soudan en 2011, l’Algérie et le Soudan du Sud n’avaient pas de relations officielles et l’Algérie a des liens avec le Soudan. Cependant, compte tenu du soutien soudanais aux islamistes en Algérie au milieu de la guerre civile algérienne des années 1990, l’Algérie s’était méfiée du Soudan et avait donc secrètement soutenu l’autodétermination du Soudan du Sud et du Darfour depuis le Soudan en réponse au soutien d’Omar el-Béchir au Groupe islamique armé d’Algérie. Cela a influencé le mouvement indépendantiste sud-soudanais, notamment les dirigeants de l’Armée populaire de libération du Soudan comme John Garang, à poursuivre la lutte contre le gouvernement soudanais arabisé, fortement dominé, qui a été réalisé en 2005.

### Représentations officielles
Les deux pays ne possède aucune ambassade, ni à Alger ni à Darfour.

### Indépendance du Soudan du Sud
Après l’indépendance du Soudan du Sud en 2011, l’Algérie a rapidement reconnu l’indépendance du Soudan du Sud. Récemment, l’Algérie s’est montrée profondément préoccupée par la guerre civile sud-soudanaise et a appelé à des médiations entre deux nations dans le cadre du plan de paix de l’Union africaine,. L’Algérie avait également soutenu une mission de maintien de la paix du Japon au Soudan du Sud.
Lors d’une visite au Soudan du Sud en février 2017, le roi du Maroc Mohammed VI avait voulu démontrer comment le bloc Algérie-Afrique du Sud alimentant les mouvements sécessionnistes en Afrique, y compris le Front Polisario, avait échoué[non pertinent],.